# Gowrammanahalli, Chitradurga
Gowrammanahalli là một làng thuộc tehsil Chitradurga, huyện Chitradurga, bang Karnataka, Ấn Độ.